# Utica (Míchigan)
Utica es una ciudad ubicada en el condado de Macomb en el estado estadounidense de Míchigan. En el Censo de 2010 tenía una población de 4757 habitantes y una densidad poblacional de 1.054,36 personas por km².

## Geografía
Utica se encuentra ubicada en las coordenadas 42°37′44″N 83°1′24″O / 42.62889, -83.02333. Según la Oficina del Censo de los Estados Unidos, Utica tiene una superficie total de 4.51 km², de la cual 4.43 km² corresponden a tierra firme y (1.84%) 0.08 km² es agua.

## Demografía
Según el censo de 2010, había 4757 personas residiendo en Utica. La densidad de población era de 1.054,36 hab./km². De los 4757 habitantes, Utica estaba compuesto por el 90.39% blancos, el 1.93% eran afroamericanos, el 0.48% eran amerindios, el 3.51% eran asiáticos, el 0% eran isleños del Pacífico, el 1.91% eran de otras razas y el 1.77% pertenecían a dos o más razas. Del total de la población el 3.85% eran hispanos o latinos de cualquier raza.